# Gunnison, Utah
Gunnison är en ort i Sanpete County i Utah. Vid 2010 års folkräkning hade Gunnison 3 285 invånare.